# Prisma (revista)
Prisma fue una revista catalana que empezó a ser publicada en septiembre de 1930 en Villanueva y Geltrú y continuó apareciendo hasta el 15 de julio de 1936. En un primer momento tenía una periodicidad mensual y estaba dirigida por Ramon Ferrer i Parera pero el 1 de abril de 1936 pasó a estar dirigida por Manuel Amat Rosés. La redacción estaba en la calle Rambla Macià de la misma población.
Respecto al formato de la revista, tenía un tamaño de 280 x 220 mm y contenía 16 páginas. A partir del cambio de director de 1936, el número pasó a tener un tamaño de 333 x355 mm con 8 páginas a 4 columnas. Además, pasó a publicarse cada 15 días y tenía un coste de 35 céntimos de peseta. Esta revista siguió con la numeración de la primera época y tenía el mismo carácter y temática. De la primera época aparecieron 22 números, el último en diciembre de 1935. En total se publicaron 30 números. 

## Temática y colaboradores
Era una revista de gran calidad dedicada al arte y a la literatura y estaba bellamente ilustrada. Las ilustraciones fueron hechas por Joaquim Mir, A. de Cabanyes, Enric C. Ricart, M. Torrents, Joan Llaverias, Salvador Mestres, entre otros.  EL primer número contenía originales firmados por J. Blanch Ros, Teresa Miro, Manuel Amat, N. Omar Robin, Francesc Casals y Francesc Muntaner. La original cabecera era de P.Serra Briones (Peseb) y Salvador Mestres. 
En la revista, se exaltaban todos los valores artísticos y literarios de Villanueva y Geltrú. Además, las ilustraciones normalmente consistían en reproducciones de telas y dibujos de artistas de esta población. 